# Gemeinde Ciasna
Die Gemeinde Ciasna (deutsch Cziasnau) ist eine Landgemeinde im Powiat Lubliniecki (Landkreis Lublinitz) in der Woiwodschaft Schlesien. Der Gemeindesitz ist Ciasna (Cziasnau). Von 1975 bis 1998 befand sich die Gemeinde in der Woiwodschaft Tschenstochau.

## Geografie

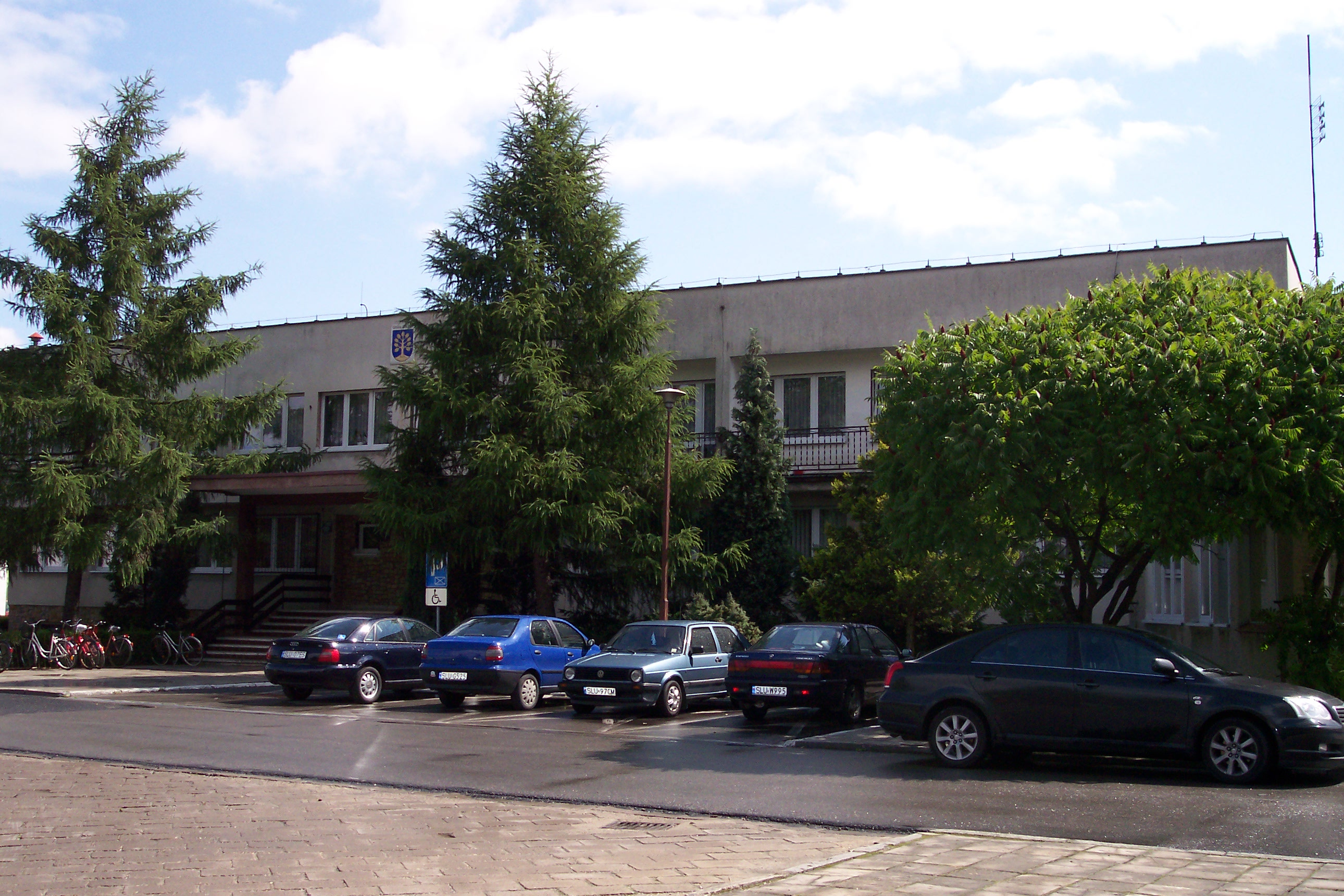
Gemeindeamt

Lage der Gemeinde (rot) im Landkreis

Die Gemeinde hat eine Fläche von 134,17 km², davon sind:
- 51 % Flächen für die Landwirtschaft
- 40 % Waldflächen

Die Gemeinde nimmt 16,32 % der Fläche des Landkreises ein.

## Ortschaften
In der Gemeinde befinden sich:
Orte mit Schulzenamt:
- Ciasna (Cziasnau)
- Dzielna (Dzielna)
- Glinica (Glinitz)
- Jeżowa (Jezowa)
- Molna (Mollna)
- Panoszów (Ponoschau)
- Sieraków Śląski (Schierokau)
- Wędzina (Wendzin)
- Zborowskie (Sorowski)

Die Gemeinde umfasst weitere Orte und Weiler ohne Schulzenamt:
Ciasna (Waldsiedlung), Czarne (Czorne), Patoka (Patocka), Sobkowe (1936–1945 Kreuzenfeld)

## Bevölkerung
2002 hatte die Gemeinde 8092 Einwohner. Neben der polnischen Bevölkerung gaben bei der Volkszählung 2002 insgesamt 1219 Personen (15,1 %) die deutsche Nationalität (Volkszugehörigkeit), davon hatten 1187 (14,7 %) die polnische Staatsbürgerschaft, und 362 Personen Schlesisch (4,8 %) an. 911 Personen (11,3 %) (mit polnischer Staatsbürgerschaft) sprachen im privaten Alltag deutsch.
| Nationalität | Anzahl | Anteil |
| ------------ | ------ | ------ |
| Deutsch      | 1219   | 15,1 % |
| Polnisch     | 6142   | 75,9 % |
| Schlesisch   | 362    | 4,8 %  |

## Politik

### Gemeindevorsteher
An der Spitze der Verwaltung steht der Gemeindevorsteher. Seit 2006 ist dies Zdzisław Józef Kulej. Bei der turnusmäßigen Wahl im April 2024 wurde er erneut ohne Gegenkandidaten mit 70,2 % der Stimmen wiedergewählt. Schon bei der turnusmäßigen Wahl im Oktober 2018 wurde er ohne Gegenkandidaten mit 76,9 % der Stimmen wiedergewählt.

### Gemeinderat
Der Gemeinderat von Ciasna besteht aus 15 Mitgliedern, die in Einzelwahlkreisen gewählt werden. Die Wahl 2024 führte zu folgendem Ergebnis:
- Wahlkomitee Zdzisław Józef Kulej 55,4 % der Stimmen, 13 Sitze
- Trzecia Droga (TD) 37,2 % der Stimmen, 6 Sitze
- Prawo i Sprawiedliwość (PiS) 6,9 % der Stimmen, kein Sitz

Die Wahl 2018 führte zu folgendem Ergebnis:
- Wahlkomitee Zdzisław Józef Kulej 55,5 % der Stimmen, 13 Sitze
- Polskie Stronnictwo Ludowe (PSL) 36,4 % der Stimmen, 1 Sitz
- Prawo i Sprawiedliwość (PiS) 8,1 % der Stimmen, 1 Sitz

### Partnerschaften
- Wolpertswende, Deutschland